# Zamek w Dunajowie
Zamek w Dunajowie – utracony zamek zbudowany w 1420 przez Jana Rzeszowskiego, biskupa halickiego. Miejsce kilkuletniego internowania arcybiskupa Wacława Hieronima Sierakowskiego przez władze austriackie.

## Historia
Od 1451 był rezydencją Grzegorza z Sanoka. W 1476 zamek wytrzymał pamiętne oblężenie przez Turków.
W dunajowiskim zamku przez kilka lat internowany był przez rząd austriacki Wacław Hieronim Sierakowski, arcybiskup wraz z całą kapitułą lwowską, który dla pomieszczenia kanoników kazał wybudować oficynę, istniejącą do końca XIX w.. Biskup wyremontował również wnętrze budynku zamkowego, aby uczynić go odpowiednim na mieszkanie księcia kościoła. Malowidła i freski na ścianach i sufitach pierwszego piętra zachowały się do końca XIX w.. Wyposażona została również kaplica znajdująca się na I piętrze w jednym ze skrzydeł pałacowych. Zasługa utrzymania w dobrym stanie zamku należy się Witalisowi Przysieckiemu, który ocalił także od zagłady stare dokumenty znajdujące się w bibliotece zamkowej.
Obiekt należący do arcybiskupstwa nie był zbyt często odwiedzany przez swoich właścicieli, ponieważ leżał w miejscu odległym od Lwowa, nieprzystępnym z powodu kilometrowej odległości od gościńca bitego. Biskupi mieli bliżej wspaniałe i wygodne miejsce do spędzania wolnego czasu mianowicie pałac w Obroszynie koło Gródka.

## Architektura
Obronny zamek był budowlą powstałą na planie kwadratu, posiadającą jednokondygnacyjny budynek mieszkalny, dość długi i wąski z dwoma ku dziedzińcowi występującymi skrzydłami. Zamek był z trzech stron oblany wodą z sąsiadujących z nim szerokich i bagnistych stawów. Mury z tych stron były cienkie i postawione bardziej jako zapora przed wezbranymi wiosennymi wodami, które mogłyby zalać dziedziniec zamkowy, w czasie wiosennych roztopów, niż do obrony. Szerokość stawów była tak znaczna, że nawet armatnie pociski, wystrzeliwane od brzegu stawu, nie zdołały dosięgnąć murów zamku. Wjazd do zamku prowadził od strony wschodniej i broniony był przez wał i fosę. Z tej też strony zamek dotykał miasteczka, które umocnione było przez dwa wały i dwie fosy. Ślady murów, wałów i fos zachowały się do końca XIX w.